# Doroixys simplex
Doroixys simplex is een eenoogkreeftjessoort uit de familie van de Notodelphyidae. De wetenschappelijke naam van de soort is voor het eerst geldig gepubliceerd in 2004 door Marchenkov & Boxshall.